# Football Club Aprilia 2012-2013
Questa voce raccoglie le informazioni riguardanti il Football Club Aprilia nelle competizioni ufficiali della stagione 2012-2013.

## Rosa
| N. |                    | Ruolo | Calciatore           |
| -- | ------------------ | ----- | -------------------- |
|    | Italia (bandiera)  | C     | Stefano Amadio       |
|    | Italia (bandiera)  | A     | Elio Calderini       |
|    | Italia (bandiera)  | D     | Marco Cane           |
|    | Italia (bandiera)  | D     | Gianmarco Carta      |
|    | Italia (bandiera)  | C     | Federico Comini      |
|    | Italia (bandiera)  | C     | Angelo Corsi         |
|    | Italia (bandiera)  | C     | Marco Criaco         |
|    | Italia (bandiera)  | C     | Marco Croce          |
|    | Francia (bandiera) | D     | Abdelaye Diakite     |
|    | Italia (bandiera)  | P     | Mattia Di Vincenzo   |
|    | Italia (bandiera)  | C     | Marco Fabiani        |
|    | Italia (bandiera)  | A     | Nicola Ferrari       |
|    | Italia (bandiera)  | A     | Daniele Ferri Marini |
|    | Italia (bandiera)  | D     | Fabio Formato        |

| N. |                    | Ruolo | Calciatore          |
| -- | ------------------ | ----- | ------------------- |
|    | Italia (bandiera)  | D     | Federico Frigerio   |
|    | Francia (bandiera) | C     | Mathieu Gomes       |
|    | Marocco (bandiera) | C     | Yonese Hanine       |
|    | Italia (bandiera)  | A     | Riccardo Lattanzio  |
|    | Italia (bandiera)  | A     | Augusto Marfisi     |
|    | Italia (bandiera)  | D     | Alessio Mariotti    |
|    | Italia (bandiera)  | C     | Pietro Rante        |
|    | Italia (bandiera)  | D     | Antonio Salese      |
|    | Italia (bandiera)  | A     | Pierantonio Sassano |
|    | Italia (bandiera)  | D     | Emanuele Sembroni   |
|    | Croazia (bandiera) | D     | Marko Stankovic     |
|    | Italia (bandiera)  | C     | Alberto Tundo       |
|    | Italia (bandiera)  | D     | Matteo Vincenzo     |